# Birger Schlaug
Birger Schlaug, né le 29 janvier 1949 à Stockholm, est un homme politique suédois. Il est co-porte-parole du Parti de l'environnement Les Verts de 1985 à 1988 et de nouveau de 1992 à 2000.